# Notícias Maia
Notícias Maia é um jornal regional Português, sediado no concelho da Maia e registado a 29 de março de 2017. Conta atualmente com edição diária digital e todos os meses é editada uma revista generalista de 36 páginas, distribuída em mais de 180 pontos de venda.
Nascido fora dos grupos editoriais e sem financiamento partidário, é detido totalmente por privados. Atualmente o seu diretor é Aldo Maia e o sub-diretor é João Loureiro.
De acordo com o seu estatuto, o jornal nasceu com a missão de ajudar à construção de uma opinião pública informada sobre a Maia e de rapidamente ser o grande canal de informação do concelho.. Atualmente é líder de audiências, entre os órgãos locais do município, com mais de 250 mil leitores mensais e 3 milhões de pessoas alcançadas nas redes sociais mensalmente.

## História
O Notícias Maia aparece quase que por brincadeira, a 11 de julho de 2013. Nesse dia, um dos fundadores inventou um logótipo, criou o website e a página de Facebook e lançou um blog - havia falta de conteúdo digital na Maia.
Com o passar dos anos o grupo inicial foi-se separando até que em 2016 já só três permaneciam no blogue e este estava relativamente abandonado. Apesar disso, uma nova incursão em 2017 teve resultado e o número de leitores duplicava todos os meses. Poucos meses depois houve o primeiro ataque. Alguém tentou registar a marca e apoderar-se do projeto, juntando uma série de ameaças. Foram chamados os advogado e nessa altura a equipa reduziu-se a apenas dois elementos.
Em março de 2017 o Notícias Maia foi aceite como Órgão de Comunicação Social na ERC – Entidade Reguladora para a Comunicação Social, sendo que dois anos volvidos foi lançada a revista.